# Carmen Alicia Lara
Carmen Alicia Lara Morales (Barquisimeto, 6 de junio de 1978) es una actriz y cantante venezolana. Se ha destacado en el género de las telenovelas comenzó en la exitosa telenovela de RCTV Ser bonita no basta que le abrió camino para participar en numerosos dramáticos venezolanos, entre sus últimos trabajo destaca su participación en la telenovela de Venevisión Corazón esmeralda donde interpretó a Liliana Blanco.

## Biografía
Nació en Barquisimeto el 6 de junio de 1978, sus padres el señor Enrique Lara y la señora Carmen Luisa Lara. Tiene 2 hermanos varones Enrique Lara y Juan Carlos Lara y una hermana menor Carmen Milagros Lara.
Carmen Alicia siempre tuvo pasión por la música es por ello que a la edad de 3 años se monta por primera vez en una tarima en el kinder luego a los 12 años participa en la voz liceista donde ganó ya a los 13 años comenzó a cantar profesionalmente en una orquesta de un grupo de Valencia en un club donde es socia, además de realizar cursos de vocalización y actuación en el Ateneo de Caracas. Debido a esto ya no puede seguir participando en festivales porque así lo estipulaba el contrato con la orquesta.
Todo esto es alternado con sus estudios, a la edad de 17 años se gradúa de bachiller y luego estudia Mercadeo hasta que tiene que congelar el semestre por entrar al Reality show Fama y Aplausos, donde tiene una buena actuación y queda en segundo lugar.

## Discografía
- Fama y Aplausos (Cd Galas) (2001)
- En Este Viaje (2005)

## Telenovelas
- 2005, Ser bonita no basta (RCTV) - Eilín Campos
- 2006, Por todo lo alto (RCTV) - Celia Alegría
- 2007, Camaleona (RCTV) - Mariángel "Gel" Lofiego Rivas
- 2009, Los misterios del amor (Venevisión) - Nayiber Martínez
- 2011-2012, Natalia del mar (Venevisión) - Silvia Abreu
- 2012, Mi ex me tiene ganas (Venevisión) - Magdalena Peña "Actuación Especial "
- 2014, Corazón esmeralda (Venevisión) - Liliana Blanco
- 2018, Corazón traicionado (Televen) - Isabel Miranda

## Teatro
- Amores de barra…y algo más (2012) - Flor Elena Catillo
- Divinas (2013) -
- Despedida de casada (2015-2017) - Amanda

## Premios y nominaciones
- Premios 2 de Oro 2007 Por todo lo alto (Actriz de reparto del año) Nominada